# Wesermarsch
Wesermarsch là một huyện Kreis ở tây bắc bang Niedersachsen, Đức. Các huyện giáp ranh (từ phía đông theo chiều kim đồng hồ) là: Cuxhaven và Osterholz, thành phố Bremen ở bang Bremen, đô thị Delmenhorst, huyện Oldenburg và quận đô thị Oldenburg, và các huyện Ammerland, Friesland.

## Địa lý
Huyện này nằm ở bờ tây của sông Weser giữa Bremen và cửa sông. Nhiều con sông chảy qua huyện theo hướng tây-đông, trong đó lớn nhất là sông Hunte, chảy qua Oldenburg trước khi vào Wesermarsch. Ở phía bắc cửa Weser và Jadebusen (một vịnh ở Biển Bắc) là bán đảo Butjadingen. Đô thị lớn nhất huyện này nằm ở đây, đó là Nordenham nằm đối diện Bremerhaven qua cửa sông Weser.

## History
Huyện được thành lập năm 1933 thông qua việc sáp nhập Ämter Butjadingen, Brake và Elsfleth, cũng như một số khu vực của Ämter Delmenhorst và Varel.

## Thị xã và đô thị
| Thành phố                         | Đô thị                                                                |
| --------------------------------- | --------------------------------------------------------------------- |
| 1. Brake 2. Elsfleth 3. Nordenham | 1. Berne 2. Butjadingen 3. Lemwerder 4. Jade 5. Ovelgönne 6. Stadland |